# خروج اليهود والأجانب من مصر 1956-1957
تشير مغادرة الرعايا الأجانب من مصر في القرن العشرين إلى رحيل المقيمين الأجانب في المقام الأول من المجتمعات الأوروبية والمشرقية. تأسست هذه المجتمعات المكونة من البريطانيين والفرنسيين واليونانيين والإيطاليين والأرمن والمالطيين واليهود من أصل مصري في مصر منذ القرن التاسع عشر. عرفت هذه المجموعة من الرعايا الأجانب باسم "المصريين" أو المتمصرين. بلغ عدد السكان الأجانب المقيمين في مصر حوالي 200 ألف بحلول نهاية الحرب العالمية الأولى. تسارعت حركة المواطنين الأجانب الذين يغادرون مصر بسبب عوامل مختلفة مثل عدم الاستقرار السياسي، وأزمة السويس، وإلغاء نظام التنازلات، وصعود القومية المصرية في عهد جمال عبد الناصر. في عام 1956، صرح وزير الداخلية المصري زكريا محيي الدين أنه من بين 18000 مواطن بريطاني وفرنسي في مصر، صدرت أوامر بطرد 12000 شخص، ومصادرة ممتلكاتهم من قبل الحكومة المصرية.

## خلفية
بدأت الهجرة الجماعية للمتمصرين، والتي شملت قوى الاحتلال البريطانية والفرنسية وكذلك اليهود واليونانيين والإيطاليين والسوريين والأرمن في أعقاب الحرب العالمية الأولى، وكانت قد اكتملت فعليًا في بنهاية ستينيات القرن الماضي. وفقًا لأندرو جورمان، كان هذا في الأساس نتيجة «لعملية إنهاء الاستعمار وصعود القومية المصرية».  بالإضافة إلى ذلك، كان هناك مجتمع يهودي أصلي صغير، على الرغم من أن معظم اليهود في مصر في أوائل القرن العشرين كانوا من المهاجرين الجدد إلى البلاد، الذين لم يشاركوا اللغة والثقافة العربية.  حتى أواخر ثلاثينيات القرن العشرين، كانت الأقليات الأجنبية، بما في ذلك كل من اليهود الأصليين والمهاجرين الجدد، تميل إلى التقدم بطلب للحصول على الجنسية الأجنبية من أجل الاستفادة من الحماية الأجنبية. 
في أكتوبر 1956 بعد غزو بريطانيا وفرنسا وإسرائيل في أزمة السويس، أصدر الرئيس جمال عبد الناصر مجموعة من اللوائح الشاملة لإلغاء الحريات المدنية والسماح للدولة بتنظيم اعتقالات جماعية دون تهمة وإخراج الجنسية المصرية من أي مجموعة، ولم يُسمح لبعض المحامين والمهندسين والأطباء والمدرسين بالعمل في مهنهم. كجزء من سياستها الجديدة، ألقي القبض على 1000 يهودي وتم الاستيلاء على 500 شركة يهودية من قبل الحكومة، ومصادرة حسابات مصرفية يهودية وفقدان العديد من اليهود وظائفهم. 

## الطرد
تم تطبيق الإجراءات المتخذة لتشجيع الهجرة أو طرد الأقليات الأجنبية على مجتمع المتمصرين بأكمله، وبعد عام 1956غادرت البلاد غالبية كبيرة من اليونانيين والإيطاليين والبلجيك والفرنسيين والبريطانيين واليهود. [إخفاق التحقق] كان المرسوم ذو صلة أيضًا باليهود المصريين المشتبه في كونهم عملاء صهيونيين، وخاصة أولئك الذين لديهم مهن حرة وأقارب في إسرائيل. سمح للمطرودين بحمل حقيبة واحدة فقط ومبلغ صغير من النقود، وأجبروا على توقيع إعلانات «تبرع» بممتلكاتهم للحكومة المصرية.[بحاجة لمصدر]
أفاد المراقبون الأجانب أن بعض أفراد العائلات اليهودية احتُجزوا كرهائن، على ما يبدو للتأكد من أن الذين أجبروا على المغادرة لم يتحدثوا ضد الحكومة المصرية. غادر حوالي 23000 إلى 25000 يهودي من أصل 60000 في مصر، بشكل أساسي إلى إسرائيل وأوروبا والولايات المتحدة وأمريكا الجنوبية، وأُجبر الكثيرون على التوقيع على إعلانات تفيد بأنهم هاجروا طواعية ووافقوا على مصادرة أصولهم، وتم اتخاذ تدابير مماثلة ضد المواطنين البريطانيين والفرنسيين رداً على الغزو. بحلول عام 1957 انخفض عدد السكان اليهود في مصر إلى 15000.
أشار مراسل الجارديان مايكل آدمز عام 1958 إلى أن الحكومة المصرية طردت في أقلية صغيرة من السكان اليهود في مصر، على الرغم من أن العديد من اليهود تركوا من تلقاء أنفسهم. ويدعم ذلك مايكل لاسكير الذي يقول: «تشير التقديرات إلى أنه في نهاية نوفمبر 1956 تم طرد 500 يهودي مصري وعديمي الجنسية على الأقل من مصر». في المقابل، يدعي ماكس إلستين كيسلر أنه «تم طرد حوالي 25000 يهودي في تلك السنة (1956)»، أي ما يعادل جميع اليهود الذين غادروا مصر في عام 1956.
في 9 ديسمبر 1956، صرح وزير الداخلية المصري زكريا محيي الدين أنه من بين 18000 مواطن بريطاني وفرنسي، تم طرد 1452.